# Revoltas xiitas no Iraque de 1935–1936
As Revoltas xiitas no Iraque de 1935–1936 consistiram em uma série de revoltas tribais xiitas no meio da região do Eufrates contra os sunitas que dominavam o governo do Reino do Iraque. Em todas as revoltas, a resposta do governo iraquiano foi a implementação de forças militares para esmagar as rebeliões sem qualquer misericórdia. A tarefa administrativa de disciplina forçada das tribos xiitas caíram para o General Bakr Sidqi - o mesmo homem que foi responsável pelo massacre brutal dos assírios em 1933. Revoltas paralelas, recrutamento adversário, também irromperam naquele ano no norte do Iraque (povoado por curdos) e regiões de Jabal Sinjar (majoritariamente povoados por Yazidis).
As tribos xiitas da região do médio-Eufrates (assim como os curdos no Norte do Iraque) se viram cada vez mais sub-representadas no governo sunita do Iraque, que ainda deteriorou-se com a exclusão dos principais  xeques xiitas do Parlamento iraquiano nas eleições de 1934. Como resultado, uma inquietação no médio-Eufrates eclodiu em janeiro de 1935, e após tentativa frustrada dos líderes xiitas para receber certas queixas em troca da reconciliação, a rebelião se estendeu à região de Diwaniyya, liderada por dois xeques poderosos. A revolta, no entanto, foi pacificada em uma única semana, pela política interna do Iraque permitiu a renúncia do governo iraquiano.
Após a detenção de um dos mais proeminentes seguidores do clérigo Ayatollah al-Ghita Khashif em maio, revoltas xiitas se difundiram novamente no médio-Eufrates. A lei marcial foi declarada em Diwaniyya por Bakr Sidqi e o poder total da força aérea iraquiana e do exército contra as tribos xiitas. Até o final de maio, os membros das tribos foram derrotados e a revolta acabou. A repressão, no entanto, não pôs fim as revoltas, já que outros incidentes seguiram-se de tempos em tempos. A partir de maio de 1935, as revoltas xiitas não representavam nenhuma ameaça direta para o Estado central iraquiano, já que as tribos estavam muito fragmentadas.

## Ver Também
- Revoltas no Iraque de 1991